# 趙榮光
趙 榮光（チョ・ヨングァン、朝鮮語: 조영광、2004年3月11日 - ）は、大韓民国のサッカー選手。ポジションはDF。

## 経歴

### クラブ
全北現代モータースのU-12、U-15に在籍し、輔仁高等学校に進学した。
2023年にFCソウルに加入したが出場機会がなく、2024年7月23日にJ3リーグのFC大阪に同年末日までの期限付き移籍で加入した。同年8月30日のJ3リーグ・ツエーゲン金沢戦で選手初出場を記録した。大阪ではJ3リーグ4試合出場（先発出場は0）にとどまり、12月21日に期限付き移籍期間満了に伴いFCソウルに戻ることが発表された。

### 代表
U-13からの各年代で年代別代表に選出されており、U-20代表ではAFC U20アジアカップ2023、2023 FIFA U-20ワールドカップに参加した。

## 個人成績
| 国内大会個人成績 | 国内大会個人成績 | 国内大会個人成績 | 国内大会個人成績 | 国内大会個人成績 | 国内大会個人成績 | 国内大会個人成績 | 国内大会個人成績 | 国内大会個人成績 | 国内大会個人成績 | 国内大会個人成績 | 国内大会個人成績 |
| 年度             | クラブ           | 背番号           | リーグ           | リーグ戦         | リーグ戦         | リーグ杯         | リーグ杯         | オープン杯       | オープン杯       | 期間通算         | 期間通算         |
| 年度             | クラブ           | 背番号           | リーグ           | 出場             | 得点             | 出場             | 得点             | 出場             | 得点             | 出場             | 得点             |
| 日本             | 日本             | 日本             | 日本             | リーグ戦         | リーグ戦         | リーグ杯         | リーグ杯         | 天皇杯           | 天皇杯           | 期間通算         | 期間通算         |
| ---------------- | ---------------- | ---------------- | ---------------- | ---------------- | ---------------- | ---------------- | ---------------- | ---------------- | ---------------- | ---------------- | ---------------- |
| 2024             | FC大阪           | 82               | J3               | 4                | 0                | -                | -                | -                | -                | 4                | 0                |
| 通算             | 日本             | 日本             | J3               | 4                | 0                | -                | -                | -                | -                | 4                | 0                |
| 総通算           | 総通算           | 総通算           | 総通算           | 4                | 0                | -                | -                | -                | -                | 4                | 0                |